# Sinophora chuzenjiana
Sinophora chuzenjiana är en insektsart som beskrevs av Matsumura 1942. Sinophora chuzenjiana ingår i släktet Sinophora och familjen spottstritar. Inga underarter finns listade i Catalogue of Life.